# Eric Neal

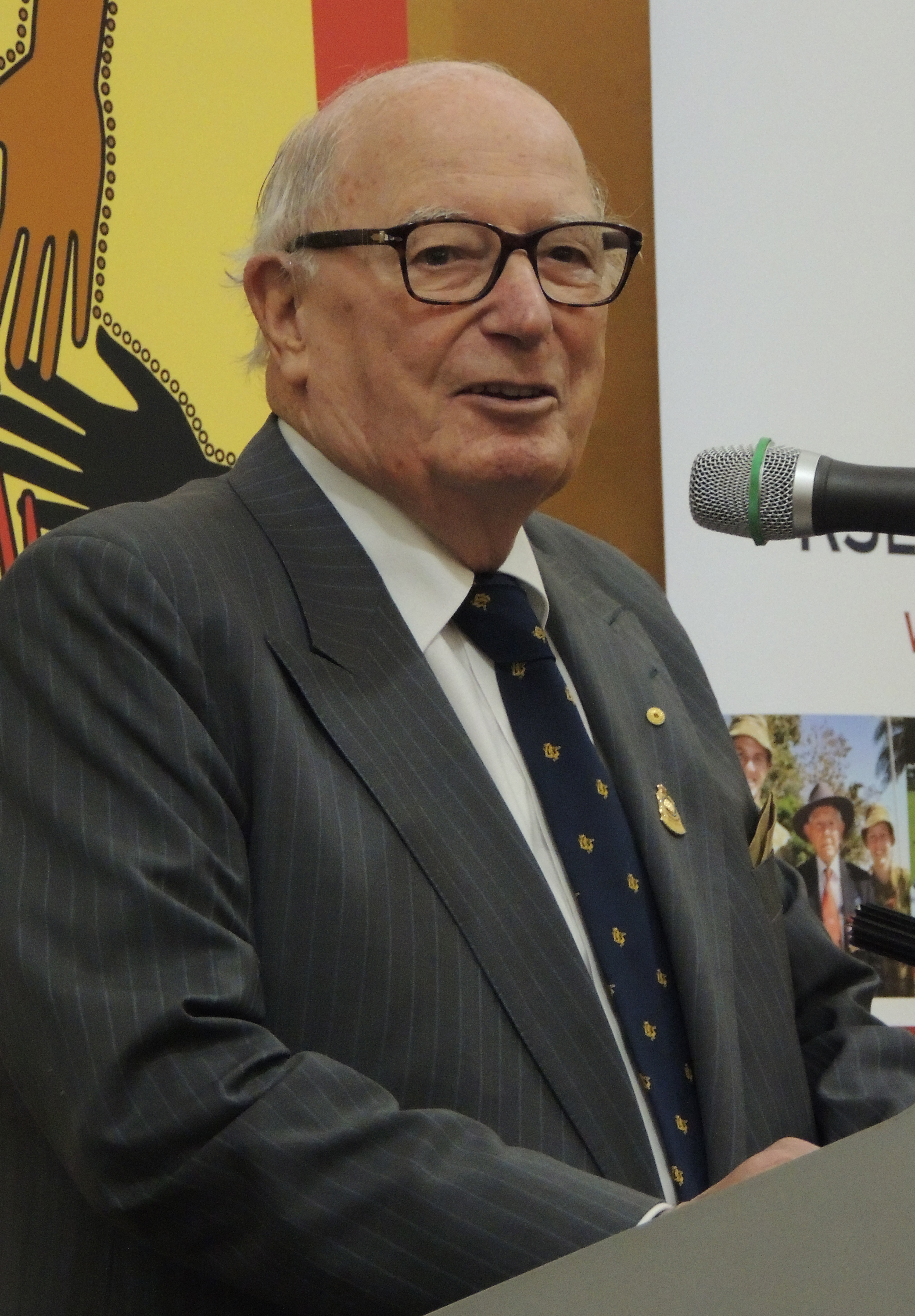
Eric Neal

Eric Neal (* 3. Juni 1924 in London) ist ein australischer Geschäftsmann und ehemaliger Gouverneur von South Australia.

## Leben
Nach einem Ingenieurstudium an der South Australian School of Mines (heute Teil der University of South Australia) wurde er erfolgreicher Geschäftsmann. 1963 fing er bei Boral, einem australischen Hersteller von Baumaterialien, an und war von 1973 bis 1987 dessen Vorstandsvorsitzender. Danach war er in leitender Position unter anderem bei Fairfax Media und BHP Billiton beschäftigt.
Von 1996 bis 2001 war er Gouverneur des Bundesstaates South Australia. Nach seiner Amtszeit war er von 2002 bis 2010 Kanzler der Flinders University.

## Auszeichnungen
- Knight Bachelor (1982)
- Companion of the Order of Australia (1988)
- Commander of the Royal Victorian Order (1992)
- Centenary Medal (2001)